# Le Revest-les-Eaux
 Le Revest-les-Eaux  es una población y comuna francesa, que se encuentra en la región de Provenza-Alpes-Costa Azul, departamento de Var, en el distrito de Toulon y cantón de La Valette-du-Var.

## Demografía
| 503 | 562 | 650 | 703 | 669 | 756 | 742 | 700 | 766 | 750 | 741 | 641 | 639 | 552 | 567 | 558 | 539 | 496 | 502 | 792 | 522 | 536 | 575 | 696 | 894 | 1 080 | 1 478 | 1 659 | 1 688 | 2 055 | 2 704 | 3 441 | 3 697 |
| Para los censos de 1962 a 1999 la población legal corresponde a la población sin duplicidades (Fuente: INSEE [Consultar]) |     |     |     |     |     |     |     |     |     |     |     |     |     |     |     |     |     |     |     |     |     |     |     |     |       |       |       |       |       |       |       |       |